# Javi Galán
Javier Galán Gil, meglio noto come Javi Galán (Badajoz, 19 novembre 1994), è un calciatore spagnolo, difensore dell'Atlético Madrid.

## Caratteristiche tecniche
È un esterno sinistro.

## Carriera
Il 31 luglio 2021 viene acquistato dal Celta Vigo.
Il 3 luglio 2023 viene acquistato dall'Atlético Madrid. Con i Colchoneros resta sei mesi prima che il 24 gennaio 2024 passi in prestito fino al termine della stagione alla Real Sociedad.

## Statistiche

### Presenze e reti nei club
Statistiche aggiornate al 20 agosto 2018.
| Stagione        | Squadra         | Campionato      | Campionato | Campionato | Coppe nazionali | Coppe nazionali | Coppe nazionali | Coppe continentali | Coppe continentali | Coppe continentali | Altre coppe | Altre coppe | Altre coppe | Totale | Totale | Totale |
| Stagione        | Squadra         | Comp            | Pres       | Reti       | Comp            | Pres            | Reti            | Comp               | Pres               | Reti               | Comp        | Pres        | Reti        | Pres   | Reti   |        |
| --------------- | --------------- | --------------- | ---------- | ---------- | --------------- | --------------- | --------------- | ------------------ | ------------------ | ------------------ | ----------- | ----------- | ----------- | ------ | ------ | ------ |
| 2013-2014       | Badajoz         | DR              | 32         | 3          | CR              | 0               | 0               |                    | -                  | -                  |             | -           | -           | 32     | 3      |        |
| 2014-2015       | Badajoz         | TD              | 30         | 3          | CR              | 0               | 0               |                    | -                  | -                  |             | -           | -           | 30     | 3      |        |
| Totale Badajoz  | Totale Badajoz  | Totale Badajoz  | 62         | 6          |                 | 0               | 0               |                    | -                  | -                  |             | -           | -           | 62     | 6      |        |
| 2015-2016       | Córdoba B       | TD              | 34         | 7          |                 | -               | -               |                    | -                  | -                  |             | -           | -           | 34     | 7      |        |
| 2016-2017       | Córdoba B       | SDB             | 22         | 0          |                 | -               | -               |                    | -                  | -                  |             | -           | -           | 22     | 0      |        |
| 2016-2017       | Córdoba         | SD              | 17         | 2          | CR              | 4               | 0               |                    | -                  | -                  |             | -           | -           | 21     | 2      |        |
| 2017-2018       | Córdoba         | SD              | 40         | 2          | CR              | 1               | 0               |                    | -                  | -                  |             | -           | -           | 41     | 2      |        |
| 2018-2019       | Córdoba         | SD              | 1          | 0          | CR              | 0               | 0               |                    | -                  | -                  |             | -           | -           | 1      | 0      |        |
| Totale carriera | Totale carriera | Totale carriera | 176        | 17         |                 | 5               | 0               |                    | -                  | -                  |             | -           | -           | 181    | 17     |        |

## Palmarès

### Club

#### Competizioni nazionali
- Segunda División: 1

Huesca: 2019-2020